# Regione Metropolitana di Baixada Santista
La regione metropolitana di Baixada Santista è l'area metropolitana di Santos, nello Stato di San Paolo in Brasile. È stata la prima regione metropolitana di una città non capitale di stato.

## Comuni
Comprende 9 comuni:
- Bertioga
- Cubatão
- Guarujá
- Itanhaém
- Mongaguá
- Peruíbe
- Praia Grande
- Santos
- São Vicente